# مقيم دوري
المقيم الدوري هي الرتبة الأولى التي تعطى إلى خريجي مدارس أو كليات الطب.

## المصطلح حسب البلد

### المملكة المتحدة
تعرف هذه الرتبة بالمقيم الدوري قبل-التسجيل PRHO, Pre-registration house officer، وكانت تمنح لخريجي الطبية في المملكة المتحدة إلى حد سنة 2005، بعد النجاح في الامتحانات النهاية في المدرسة الطبية وتم حصولهم على شهاداتهم ولكن لم يتم تسجيلهم بالكامل مع نقابة الأطباء العامة General Medical Council. يتم تسجيلهم بعد سنة من التخرج وهي الفترة التي تبلغها هذه الرتبة. 

## الولايات المتحدة الأمريكية
تعرف هذه الرتبة بالـ Internship